# Milton Coimbra
Milton Coimbra (Santa Cruz de la Sierra, 4 mei 1975) is een voormalig Boliviaans voetballer, die speelde als aanvaller. Hij beëindigde zijn actieve loopbaan in 2009 bij de Boliviaanse club Oriente Petrolero.

## Clubcarrière
Coimbra, bijgenaamd Búfalo, begon zijn professionele loopbaan in 1994 bij Guabirá en kwam daarnaast uit voor de Boliviaanse topclub Oriente Petrolero. Met die club won hij in 2001 de landstitel. Verder speelde hij clubvoetbal in onder meer Argentinië (CA Lanús) en Mexico (Puebla FC).

## Interlandcarrière
Coimbra speelde in totaal 43 interlands voor Bolivia in de periode 1996-2005 en scoorde zeven keer voor La Verde. Onder leiding van bondscoach Dušan Drašković maakte hij zijn debuut op 7 maart 1996 in de vriendschappelijke thuiswedstrijd tegen Peru (2-0) in Santa Cruz de la Sierra. Coimbra nam in die wedstrijd vlak na rust beide doelpunten voor zijn rekening. Coimbra nam met zijn vaderland driemaal deel aan de strijd om de Copa América: 1997, 1999 en 2001.

## Erelijst
Oriente Petrolero
- Liga de Fútbol

2001